# Året var 1955
Året var 1955 är ett TV-program av Jonas Fohlin, Olle Häger, Jan Lindenbaum och Kjell Tunegård och är det andra programmet i en lång serie årskrönikor om vad som hände i Sverige och världen för femtio år sedan. Programmet sändes på SVT den 9 januari 2005.